# Irina Chazova
Irina Chazova (ryska Ирина Хазова), född den 20 mars 1984 i Sarov, Ryska SFSR, Sovjetunionen, är en rysk före detta längdskidåkare.
Chazova tävlade i Världscupen i längdskidåkning mellan 2003 och 2007 innan hon blev avstängd två år för doping. Innan detta hann hon också tävla för Ryssland i världsmästerskapen i Sapporo. Hon tog en tjugofjärde plats i dubbeljaktstarten över 15 km. Hon gjorde comeback efter sin avstängning under hösten 2009 och i sin andra världscuptävling efter avstängningen tog hon sin första pallplats med en andra plats på 10 km klassiskt. I sin tredje världscuptävling efter comebacken den 12 december 2009 tog hon sin första världscupseger då hon vann 10 km fristil före Charlotte Kalla.